# Metil acrilat
|  | No s'ha de confondre amb Metil metacrilat. |

L'acrilat de metil és un compost orgànic, concretament l'èster metílic de l'àcid acrílic. És un líquid incolor amb una olor acre característica. Es produeix principalment per fabricar fibra d'acrilat, que s'utilitza per teixir catifes sintètiques. També és un reactiu en la síntesi de diversos intermedis farmacèutics.

## Producció
La reacció industrial estàndard per produir acrilat de metil és l'esterificació amb metanol sota catàlisi àcida (àcid sulfúric, àcid p-toluensulfònic o intercanviadors d'ions àcids.). La transesterificació es facilita perquè el metanol i l'acrilat de metil formen un azeòtrop de baixa ebullició (punt d'ebullició 62-63) ° C).
La literatura de patents descriu un sistema que implica l'oxidació en fase vapor de propè o 2-propenal amb oxigen en presència de metanol.

### Altres mètodes
L'acrilat de metil es pot preparar per desbromació del 2,3-dibromopropanoat de metil amb zinc. L'acrilat de metil es forma amb bon rendiment en piròlisi de lactat de metil en presència d'etenona (cetena). El lactat de metil és un "producte químic verd" renovable. Una altra patent descriu la deshidratació del lactat de metil sobre zeolites.
La hidrocarboxilació catalitzada per tetracarbonil de níquel d'acetilè amb monòxid de carboni en presència de metanol també dona acrilat de metil. La reacció del formiat de metil amb l'acetilè en presència de catalitzadors de metalls de transició també condueix a l'acrilat de metil. Totes dues, l'alcoholització de la propiolactona amb metanol i la metanòlisi de l'acrilonitril mitjançant sulfat d'acrilamida de formació intermèdia també són processos provats però obsolets.

## Ús
L'acrilat de metil es desprèn del butilacrilat i l'acrilat d'etil el tercer èster acrílic més important amb una producció anual mundial d'unes 200.000 tones anuals.
L'acrilat de metil reacciona catalitzat per les bases de Lewis en una addició de Michael amb amines amb alt rendiment en derivats de β-alanina que proporcionen tensioactius amfotèrics quan s'utilitzen amines de cadena llarga i la funció ester s'hidrolitza posteriorment.
L'acrilat de metil s'utilitza per en la preparació de l'acrilat de 2-dimetilaminoetil per transesterificació amb dimetilaminoetanol en quantitats significatives de més de 50.000 tones/any.
L'acrilat de metil s'utilitza com a co-monòmer en la polimerització amb una varietat de monòmers acrílics i vinílics. En fer-ho, té una gamma d'usos similar a l'acrilat d'etil. Quan s'utilitza l'acrilat de metil com a co-monòmer, les pintures acríliques resultants són més dures i fràgils que les que tenen els acrilats homòlegs. La copolimerització de l'acrilat de metil amb acrilonitril millora la seva capacitat per a un procés de fusió amb les fibres, que es podrien utilitzar com a precursors de les fibres de carboni.
Els acrilats també s'utilitzen en la preparació de dendrímers de poli (amidoamina) (PAMAM) típicament per addició de Michael amb una amina primària.
L'acrilat de metil és el precursor de les fibres que es teixeixen per fabricar catifes.
A causa de la seva tendència a polimeritzar-se, les mostres solen contenir un inhibidor com la hidroquinona.

## Reaccions
L'acrilat de metil és un clàssic "acceptor de Michael", el que significa que afegeix nucleòfils al seu extrem. Per exemple, en presència d'un catalitzador base, afegeix sulfur d'hidrogen per donar al tioèter: 
2 CH ₂ CHCO ₂ CH ₃ + H ₂ S → S (CH ₂ CH ₂ CO ₂ CH ₃) ₂
També és un bon dienòfil.

## Seguretat
És una toxina aguda amb un LD50 (rates, oral) de 300 mg / kg i un TLV de 10 ppm.